# Don Diablo
Don Pepijn Schipper (Coevorden, 27 februari 1980) is een Nederlandse producer en dj. Onder zijn artiestennaam Don Diablo maakt hij nummers in verschillende housegenres. Singlesucces was er met nummers als BAD (met Zak Abel), Blow, This Way, Hooligans (met Example), Make You Pop (samen met de Amerikaanse producer Diplo), Animale (met Dragonette) en Cutting Shapes.

## Biografie
Schipper groeide op in het Drentse Dalerveen, vlak bij de Duitse grens, als jongste van drie kinderen. Hij hield zich al op jonge leeftijd bezig met muziek en film. Vanaf zijn tiende maakte hij korte films, die soms werden uitgezonden door muziekzender The Box. Aanvankelijk was andermans muziek onder deze video's gemonteerd. Enkele jaren later besloot hij zelf muziek voor de filmpjes te maken. 
Op 14-jarige leeftijd had hij een vaste clubavond in een lokale discotheek. Met de inkomsten daarvan kon hij studioapparatuur kopen. Hij stelde op zijn vijftiende zijn eerste ep samen, die werd opgemerkt door een platenmaatschappij. Op zijn eenentwintigste had hij reeds ongeveer 20 platen gemaakt. 
Rond 2002 brak Schipper door in Groot-Brittannië. Hij trad op in diverse clubs. 
Onder het platenlabel van ID&T / Universal Music bracht Schipper in 2004 zijn debuutalbum 2 Faced uit. Onder andere Marco Hovius van de band 16 Down leende zijn stem aan een nummer op het album. In 2006 produceerde Schipper met de Britse hiphopartiest Shystie de single I Need To Know. Deze single werd gebruikt voor de promotie van de Hollywoodfilm Snakes on a Plane, waarin onder meer Samuel L. Jackson speelt. Op de B-kant van de single staat het nummer Sudderen, een project met producer Kubus en rapper Extince. In 2008 tekent Don Diablo een platencontract met Sony Music Benelux. De plaat Too Cool for School, die hij daarbij uitbracht belandde in de Amerikaanse serie CSI: NY. 
Sinds 2008 deelde Schipper zijn nummers op internationale muziekblogs. Dit resulteerde in meer dan 7 miljoen (illegale) downloads en diverse nummer 1-noteringen in de hitlijst van de populaire Amerikaanse website The Hypemachine, die de activiteiten van muziekblogs over de hele wereld bijhield. Mede hierdoor werd Schipper benaderd door platenmaatschappijen om remixes te maken voor artiesten als de Gorillaz, de Chemical Brothers, Pink, Tinie Tempah, Mika, Iggy Pop, Cassius en Public Enemy.
In 2009 werkte Schipper samen met de Engelse rapper Example. De single Hooligans die voortkwam uit die samenwerking werd uitggebracht door het Ministry of Sound-label. In 2010 werkte Schipper samen met de Amerikaanse producer Diplo. Het nummer dat ze samen produceerden in de Amsterdamse studio van Schipper, Make You Pop, belandde  in een wereldwijd tv-reclamespotje van Blackberry. Datzelfde jaar werkte hij eveneens samen met de zangeres van de Canadese band Dragonette, wat resulteerde in de single Animale. Het nummer doet het goed op de radio en de clip op YouTube. In 2011 werd de muziekvideo genomineerd in de categorie Beste video van het jaar voor de Nederlandse TMF Awards. Schipper zelf werd genomineerd in de categorie "Beste Danceartiest" voor de jaarlijkse 3FM Awards.
In 2013 scoorde Schipper zijn eerste internationale succes met de plaat Starlight (Could You Be Mine), uitgebracht bij Axtone, het platenlabel van Swedish House Mafia-lid Axwell. Niet lang daarna komt hij met een serie platen rondom het thema 'tijd': Anytime, Knight Time en Back in Time. Dit drieluik legde mede de basis voor het nieuwe dancegenre future house. Samen met zijn Franse collega Tchami en landgenoot Oliver Heldens wordt Schipper gezien als een van de grondleggers van dit genre.
Releases als Universe, Chain Reaction, Got Me Thinkin en On My Mind die volgen, eindigden hoog in de top 10 van Beatport, waardoor Schipper in 2015 de op twee na best verkopende artiest van het jaar werd op die website. Dit resulteerde in aanvragen van remixes voor artiesten als Ed Sheeran, Madonna, Jessie J, Rudimental, Bastille, Birdy, DJ Snake en Justin Bieber. In het najaar van 2016 ontving hij van Beatport een prijs voor Future house artiest van het jaar. Datzelfde jaar ontvangt hij de Mexicaanse EMPO Awards in de categorieën Best Future House Artist en Beste producer van het jaar.
In 2015 richtte Schipper zijn label HEXAGON op. De eerste release, een eigen remix van Alex Adairs Make Me Feel Better, behield op Beatport meer dan twee weken de nummer 1-positie. In datzelfde jaar maakte hij met Tiësto het nummer Chemicals. In het begin van 2016 ontvangen ze hiervoor een gouden plaat in Zweden.
In 2021 bracht Schipper een nieuw album uit, met daarop samenwerkingen met onder meer Au/Ra, Emeli Sandé, Galantis en Enigma. In datzelfde jaar trok hij met de Future Music Festival-tour door Australië met artiesten als Mark Ronson, Chemical Brothers, MGMT en Dizzee Rascal.
Schipper leende zijn stem aan de alien van de in 2025 verschenen, Nederlandstalige versie van de Looney Tunes-film Daffy & Porky redden de wereld: The Day the Earth Blew Up.
In de loop der jaren stond Schipper op evenementen als Glastonbury, Creamfields, Tomorrowland, Extrema Outdoor en Lowlands.

## Discografie

### Albums
- 2Faced (2004)
- Life is a festival (2008)
- Past.Present.Future. (2017)
- FUTURE (2018)
- FORΞVΞR (2021)

### Compilaties
- Sellout Sessions 01 (2005)
- Sellout Sessions 02 (2008)
- Drive By Disco (Mixed By Don Diablo) (2009), mixalbum bij het Britse muziekblad DJ Mag
- Sellout Sessions 03 (2009)
- Generation HEX 001 (2016)
- Generation HEX 002 (2016)
- Generation HEX: ADE Sampler (2016)
- Generation HEX 004 (2017)

### Singles
- First DJ on the Moon, ep (1997)
- Floating Into Hyperspace, ep (1997)
- The Return (1997)
- After Midnight (1998)
- Batteries Not Included (1998)
- Entering The Twilight Zone, ep (1998)
- Is Anybody Out There? (1998)
- Science Fiction (1998)
- The Arrival (1998)
- The Beginning (1998)
- Space Station Docking (1999)
- Casa Del Diablo (2000)
- Cosmic Flight (2000)
- Elysium (2000)
- Return Of The Psycho (Pt. One) (2000)
- The Sound Of Fear (2000)
- Casa Del Diablo (2001)
- Crowd Pleaser (2001)
- Endless Voyage (2001)
- On My Own (2001)
- Take Off (2001)
- Cloud 9 (2002)
- Is Anybody Out There (2002)
- Red Planet (2002)
- Amplified Heart (2003)
- Anarchy (2003)
- Cloud Nr. 9 (2003)
- Cockroaches (2003)
- Control (2003)
- Shock! (2003)
- The Next Life (2003)
- Useless (2003)
- Fade Away (Round & Round) (Pt. 1) (2004)
- Fade Away (Round & Round) (Pt. 2) (2004)
- Blow (2006)
- I Need to Know (2006)
- Rock Music (2006)
- Who's Your Daddy (2006)
- Stand up (2007)
- Pain is Temporary, Pride is Forever (2007)
- This Way (Too Many Times) (2007)
- I am not from France (2008)
- Music Is My Life (2008)
- Audio Endlessly (2008) (feat. Viva City)
- Life is A Festival (2008), titelsong Radeloos
- Hooligans never surrender  (2009)
- Hooligans (2009) (feat. Example)
- Disco Disco Disco (2009)
- To Cool for School (2009)
- Who's your Daddy U.K. Version (2010)
- Animale (2010)
- Mezelluf (2011)
- Silent Shadows (2012)
- The Golden Years (2012)
- The Artist inside (2012) (feat. JP Cooper)
- M1 Stinger feat. Noonie Bao (2012)
- Give it All (2013) (feat. Alex Clare & Kelis)
- Starlight (2013) (feat. Matt Nash feat. Noonie Bao)
- Prototype (2013) (met CID)
- Edge of the Earth (2013)
- Origins (2013)
- Black Mask (2014)
- Knight Time (2014)
- AnyTime (2014)
- Back In Time (2014)
- Back To Life (2014)
- King Cobra (2014) (met Yves V)
- Generations (2014)
- Chain Reaction (Domino) (2015) (feat. Kris Kiss)
- My Window (2015) (feat. Maluca)
- Universe (2015) (feat. Emeni)
- On My Mind (2015)
- Chemicals (2015) (met Tiësto ft. Thomas Troelsen)
- Got the Love (2015) (met Khrebto)
- I'll House You (VIP Mix) (2015) (Met Jungle Brothers)
- Tonight (2016)
- Silence (2016) (feat. David Thomas Junior)
- Drifter (2016) (feat. Dominique Young Unique)
- What We Started (2016) (met Steve Aoki, Lush & Simon ft. BullySongs)
- Cutting Shapes (2016)
- Switch (2017)
- Children of a Miracle (2017) (met Marnik)
- Save A Little Love (2017) (feat. Smith & Thell)
- Momentum (2017)
- Don't Let Go (2017) (feat. Holly Winter)
- Take Her Place (2017) (met A R I Z O N A)
- You Can't Change Me' (2017)
- People say (2018) (ft. Paije)
- Believe (2018) (ft. Ansel Elgort)
- Give Me Love (2018) (ft. Calum Scott)
- Wake Me When It's Quiet (2018) (ft. Hilda)
- Anthem (We Love House Music) (2018)
- No Good (met Zonderling) (2018)
- Heaven To Me (2018) (ft. Alex Clare)
- Survive (2018) (ft. Emeli Sandé & Gucci Mane)
- I Got Love (2018) (ft. Nate Dogg)
- You're Not Alone (ft. Kiiara) (2019)
- Fever (met CID) (2019)
- Brave (ft. Jessie J) (2019)
- The Rhythm (2019)
- The Same Way (ft. KiFi) (2019)
- Never Change (2019)
- Congratulations (ft. Brando) (2019)
- We Are Love (2020)
- Bad (ft. Zak Abel) (2020)
- Inside my Head (Voices) (2020)
- Thousand Faces (2020) (ft. Andy Grammer)
- Mr. Brightside (2020)
- Johnny's Online (2020) (met Camp Kubrick)
- Invincible (2020)
- Kill Me Better (2020) (ft. Imanbek & Trevor Daniel)
- Into The Unknown (2021)
- Problems (2021) (met JLV ft. John K)
- Falling For You (2021) (met. Camp Kubrick)
- Eyes Closed (2021)
- Whatchu Do (2021) (met. Camp Kubrick)
- Through The Storm (2021) (ft. Jordan Mackampa)
- Too Much To Ask (2021) (ft. Ty Dolla $ign)
- Tears For Later (2021) (met Galantis)
- Hot Air Balloon (2021) (ft. AR/CO)
- Cheque (2021)
- Stay Awake (2021) (ft. Freak Fantastique)
- Face To Face (2022) (ft. WATTS)
- (Gotta Let You Go) (2022) (ft. Dominica)
- (Day & Nite) (2022)

### Remixes
- Void - "Better Girl" (2004)
- MV - "Mr. Roboto" (2006)
- 2Faced - "Rock Music" (2006)
- Coburn - "We Interrupt this Program" (2006)
- Kraak & Smaak - "Money in the Bag" (2006)
- Mason - "You Make Me Wanna Dance" (2007)
- Imaginary Friends - "Cheap Rocks" (2007)
- The Young Punx - "Your Music is Killing Me" (2007)
- Laidback Luke - "Rocking with the Best" (2007)
- Newton Faulkner - "Dream Catch Me" (2007)
- Ron Carroll - "Walking Down the Street" (2007)
- Public Enemy vs Don Diablo - "Give It Up" (2007)
- Kaseo - "Kill the Radio" (2008)
- Tami Chynn ft. Akon - "Frozen" (2008)
- Rudenko - "Everybody" (2009)
- J-Cast - "It's Just Begun Again" (2009)
- Kaz James ft. Macy Gray - "Can't Hold Back" (2009)
- Tila Tequila - "I Love U" (2009)
- Walter Meego - "Girls" (2009)
- The BPA ft. Iggy Pop - "He's Frank" (2009)
- Plump DJs - "Beat Myself Up" (2009)
- Cagedbaby - "Forced" (2009)
- Stereo MC's - "Show Your Light" (2009)
- Dragonette - "Fixin to Thrill" (2009)
- Little Man Tate - "I Am Alive" (2009)
- Scanners - "Salvation" (2009)
- Linus Loves - "Prom Night" (2009)
- One eskimO - "Givin' Up" (2009)
- Heads We Dance - "When the sirens sound" (2009)
- Plushgun - "Crush to pass the time" (2009)
- Example - "Girl Can't Dance" (2009)
- Frankmusik - "Confusion Girl" (2009)
- Master Shortie - "Dead End" (2009)
- Mika - "We Are Golden" (2009)
- Viva City vs Don Diablo - "Audio Endlessly" (2009)
- Cassius - "Youth, Speed, Trouble, Cigarettes" (2010)
- The Chemical Brothers - "Swoon" (2010)
- Gorillaz - "Superfast Jellyfish" (2010)
- Rox - "I don't believe" (2010)
- Don Diablo and Diplo - "Make You Pop" (2010)
- Pete Lawrie - "All that we keep" (2010)
- Don Diablo and Example - "Hooligans" (2010)
- Don Diablo ft. Dragonette - "Animale" (2010)
- Tinie Tempah ft. Wiz Kalifah - "Till I'm gone" (2011)
- R3HAB & NERVO - "Ready for the Weekend" (2014)
- Ed Sheeran - "Don't" (2014)
- Jessie J ft. 2 Chainz - "Burnin' Up" (2014)
- Marlon Roudette - "When The Beat Drops Out" (2014)
- Madonna - "Ghosttown" (2015)
- Alex Adair - "Make Me Feel Better (Don Diablo & CID Remix)" (2015)
- King Arthur ft. Michael Meaco - "Belong to the Rhythm (Don Diablo Edit)" (2015)
- The Wombats - "Give Me A Try (Don Diablo Remix)"  (2015)
- Rudimental - "Never Let You Go (Don Diablo Remix)" (2015)
- Tiësto, KSHMR ft. Vassy - "Secrets (Don Diablo Remix)" (2015)
- Tiesto, KSHMR ft. Vassy - "Secrets (Don Diablo VIP Remix)" (2015)
- Birdy - "Keeping Your Head Up (Don Diablo Remix)" (2016)
- Matroda - "Chronic (Don Diablo Edit)" (2016)
- L'Tric ft. Miles Graham - "1994 (Don Diablo Edit)" (2016)
- Corderoy - "Close My Eyes (Don Diablo Edit)" (2016)
- Bastille - "Good Grief (Don Diablo Remix)" (2016)
- Ryan Blyth X Duane Harden - "Back To You (Don Diablo Edit)" (2016)
- Rihanna - "Love On The Brain (Don Diablo Remix)" (2016)
- DJ Snake ft. Justin Bieber - "Let Me Love You (Don Diablo Remix)" (2016)
- Don Diablo & Steve Aoki x Lush & Simon ft. BullySongs - "What We Started (Don Diablo's VIP Mix)" (2017)
- Don Diablo & Marnik - Children Of A Miracle (VIP Mix)" (2017)
- The Chainsmokers & Coldplay - "Something Just Like This (Don Diablo Remix)" (2017)
- Kygo & The Night Game - "Kids in Love (Don Diablo Remix)" (2018)
- MØ & Diplo - "Sun in Our Eyes (Don Diablo Remix)" (2018)
- Martin Garrix ft. Khalid - "Ocean (Don Diablo Remix)" (2018)
- Panic! At The Disco - "High Hopes (Don Diablo Remix)" (2019)
- Mark Ronson & Miley Cyrus - "Nothing Breaks Like A Heart (Don Diablo Remix)" (2019)
- Ellie Goulding - "Sixteen (Don Diablo Remix)" (2019)
- Zara Larsson - "All The Time (Don Diablo Remix)" (2019)
- David Guetta & Martin Solveig - "Thing For You (Don Diablo Remix)" (2019)
- Anne-Marie - "Birthday (Don Diablo Remix)" (2020)
- Ali Gatie - "What If I Told You That I Love You (Don Diablo Remix)" (2020)
- Robin Schulz & WES - "Alane (Don Diablo Remix)" (2020)
- Dua Lipa ft. Da Baby - "Levitating (Don Diablo Remix)" (2020)
- The Chainsmokers - "High (Don Diablo Remix)" (2022)

## Hitlijsten

### Albums
| Album met eventuele hitnotering(en) in de Nederlandse Album Top 100 | Datum van verschijnen | Datum van binnenkomst | Hoogste positie | Aantal weken | Opmerkingen |
| ------------------------------------------------------------------- | --------------------- | --------------------- | --------------- | ------------ | ----------- |
| Life is a festival                                                  | 24-10-2008            | 01-11-2008            | 37              | 2            |             |
| Past.Present.Future                                                 | 2017                  | 2017                  |                 |              |             |
| FUTURE                                                              | 2018                  | 2018                  |                 |              |             |

### Singles
| Single met eventuele hitnotering(en) in de Nederlandse Top 40 | Datum van verschijnen | Datum van binnenkomst | Hoogste positie | Aantal weken | Opmerkingen                                    |
| ------------------------------------------------------------- | --------------------- | --------------------- | --------------- | ------------ | ---------------------------------------------- |
| Useless                                                       | 2004                  | -                     |                 |              | Nr. 36 in de Single Top 100                    |
| Fade away (Round & round)                                     | 2004                  | -                     |                 |              | Nr. 98 in de Single Top 100                    |
| The music and the people                                      | 2004                  | -                     |                 |              | met Divided / Nr. 38 in de Single Top 100      |
| Easy lover                                                    | 2005                  | 12-03-2005            | tip14           | -            | als Divided / Nr. 45 in de Single Top 100      |
| Blow                                                          | 2005                  | -                     |                 |              | met The Beatkidz / Nr. 26 in de Single Top 100 |
| Who's your daddy                                              | 2006                  | 01-04-2006            | tip10           | -            | Nr. 25 in de Single Top 100                    |
| Never too late (To die)                                       | 2006                  | -                     |                 |              | Nr. 46 in de Single Top 100                    |
| I need to know                                                | 2006                  | -                     |                 |              | met Shystie / Nr. 74 in de Single Top 100      |
| Stand up                                                      | 2007                  | -                     |                 |              | met Tony Bell / Nr. 61 in de Single Top 100    |
| Pain is temporary, pride is forever                           | 2007                  | -                     |                 |              | Nr. 42 in de Single Top 100                    |
| This way (Too many times)                                     | 2007                  | 01-12-2007            | tip5            | -            | met Bizzey / Nr. 28 in de Single Top 100       |
| Life is a festival                                            | 2008                  | -                     |                 |              | Nr. 82 in de Single Top 100                    |
| Animale                                                       | 2010                  | -                     |                 |              | met Dragonette / Nr. 33 in de Single Top 100   |
| The artist inside                                             | 2012                  | -                     |                 |              | met JP Cooper / Nr. 26 in de Single Top 100    |
| Edge of the earth                                             | 2013                  | 02-11-2013            | tip19           | -            |                                                |
| Starlight (Otto Knows remix)                                  | 2013                  | 21-12-2013            | tip3            | -            | met Matt Nash                                  |
| Chemicals                                                     | 2015                  | 17-10-2015            | tip8            | -            | met Tiësto & Thomas Troelsen                   |
| I Got Love                                                    | 2018                  | 22-12-2018            | tip12           | -            | met Nate Dogg                                  |
| King of my castle                                             | 2019                  | 02-02-2019            | tip7*           |              | met Keanu Silva                                |

| Single met hitnotering(en) in de Vlaamse Ultratop 50 | Datum van verschijnen | Datum van binnenkomst | Hoogste positie | Aantal weken | Opmerkingen    |
| ---------------------------------------------------- | --------------------- | --------------------- | --------------- | ------------ | -------------- |
| Animale                                              | 2010                  | 13-11-2010            | tip2            | -            | met Dragonette |

## Erkenning

### DJ MagTop 100
Het Britse blad DJ Mag publiceert ieder jaar de lijst met de honderd door het publiek gekozen beste dj's. In 2014 komt de Nederlander binnen op 82, waarna hij een jaar later klimt naar de dertigste positie en meteen de award voor snelste stijger van het jaar ontvangt. In 2016 krijgt hij de "Audi Untaggable"-award die dat jaar voor het eerst wordt uitgereikt. 
| Jaar   | 2014 | 2015 | 2016 | 2017 | 2018 | 2019 | 2020 | 2021 | 2022 | 2023 | 2024 |
| ------ | ---- | ---- | ---- | ---- | ---- | ---- | ---- | ---- | ---- | ---- | ---- |
| Plaats | 82   | 30   | 15   | 11   | 7    | 6    | 6    | 7    | 9    | 13   | 15   |

## Trivia
- Don Diablo vervult een ambassadeursrol in Dance4Life, een internationale organisatie ten behoeve van de strijd tegen aids en hiv. In 2006 maakten ook DJ Tiësto en Faithless-zanger Maxi Jazz een single voor de organisatie, ook genaamd Dance4Life.
- Don Diablo regisseert veel van zijn eigen muziekvideo's.
- Don Diablo is in 2011 zijn blog gestart.
- Don Diablo heeft in zijn carrière verschillende pseudoniemen gebruikt: Fast Forward, The Raven, Origin Unknown, Mission One, Dahlio Bond, Orion's Voice, Diablo & Klitzing, U-Turn en 2Faced.
- Don Diablo is in 2007 door het mannenblad Esquire uitgeroepen tot de bestgeklede man van Nederland en werd in 2010 tweede, achter Jules Deelder, tijdens de verkiezing van de best geklede man van Nederland van de afgelopen 20 jaar.[2]
- Don Diablo heeft sinds 2015 een eigen platenlabel: HEXAGON.